# Park Narodowy Cerro Castillo
Park Narodowy Cerro Castillo (hiszp. Parque nacional Cerro Castillo) – park narodowy w Chile położony w regionie Aysén, w prowincjach Coihaique i General Carrera. Został utworzony 7 lipca 2018 roku na bazie istniejącego od 1970 roku rezerwatu przyrody o tej samej nazwie. Zajmuje obszar 1381,64 km².

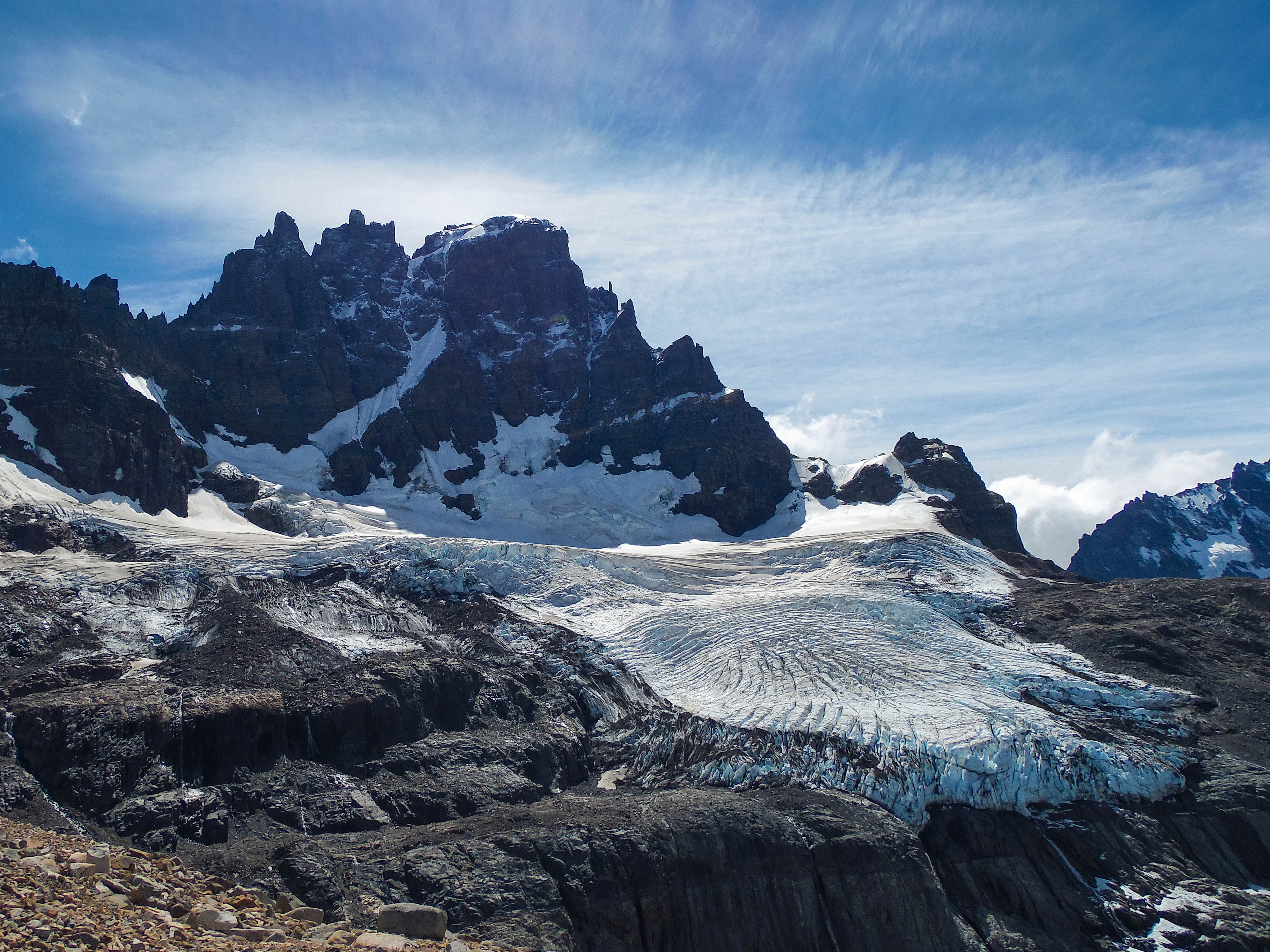
Masyw Cerro Castillo

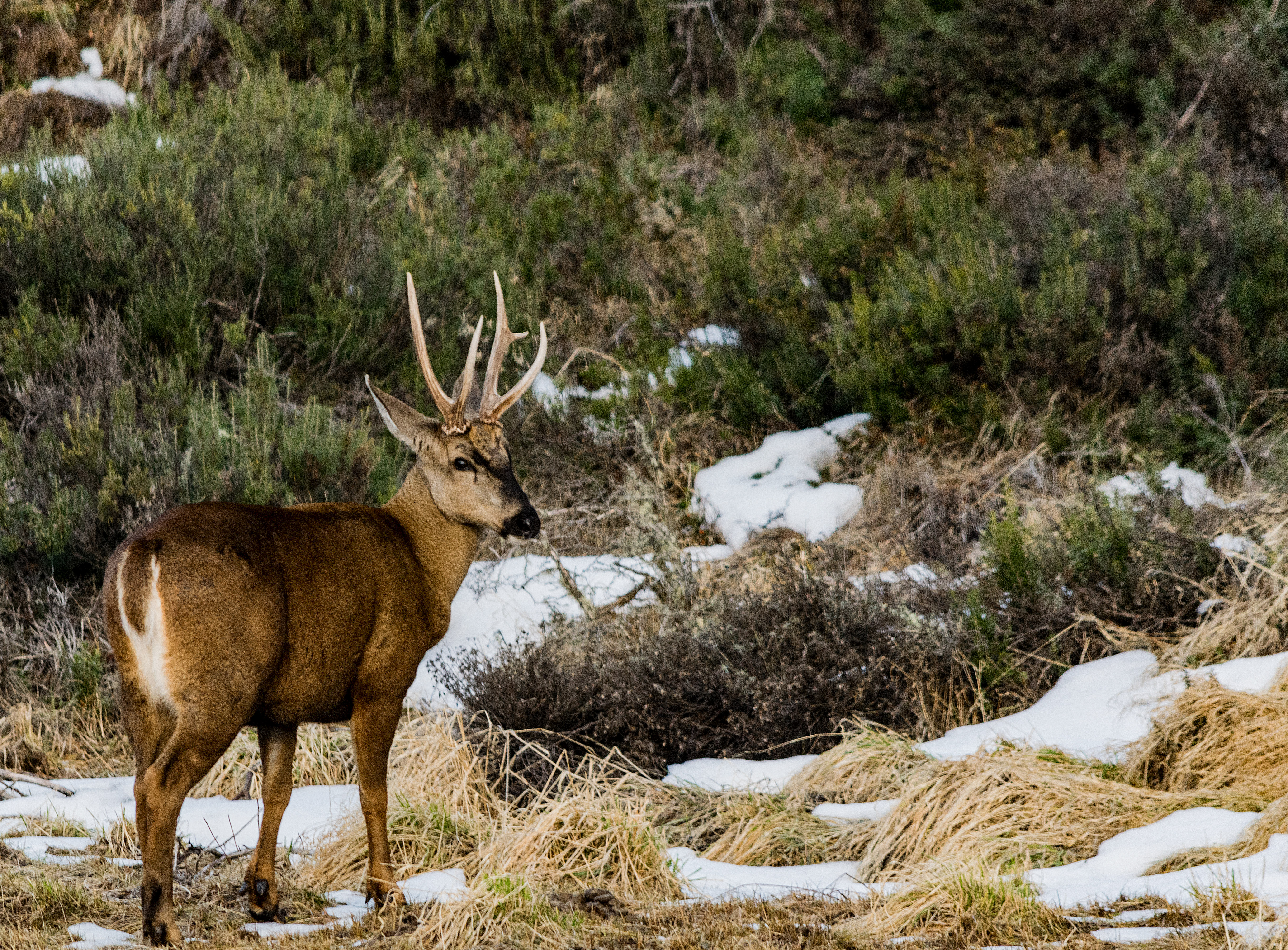
Huemal chilijski

## Opis
Park znajduje się na zachodnich zboczach Andów, w dorzeczach rzek Rio Aisén i Baker. Obejmuje m.in. pasmo górskie Cordillera Castillo i jezioro Lago La Paloma. Najwyższym szczytem jest Cerro Castillo (2675 m n.p.m.) od którego park wziął nazwę.
Klimat subarktyczny oceaniczny. Średnia roczna temperatura wynosi +8 °C.

## Flora
Dominującym drzewem rosnącym w parku jest Nothofagus pumilio, który tworzy lasy na wysokości od 600 do 1200 metrów n.p.m. Rośnie tu też m.in.: bukan chilijski, Embothrium coccineum, berberys bukszpanolistny, golteria chilijska, Nothofagus betuloides.

## Fauna
Z ssaków w parku żyje zagrożony wyginięciem huemal chilijski, bliski zagrożenia puklerzyk różowy, a także m.in.: gwanako andyjskie, nibylis andyjski, skunksowiec patagoński, puma płowa, ocelot argentyński, ryżaczek długoogonowy.
Ptaki występujące w parku to narażony na wyginięcie kondor wielki, a także m.in.: aguja wielka, pustułka amerykańska, krasnogonka krótkodzioba, drozd falklandzki.